# Puji Lestari
Puji Lestari (ur. 15 czerwca 1990 w Dżakarcie) – indonezyjska wspinaczka sportowa, specjalizująca się we wspinaczce na czas oraz w łącznej. Mistrzyni igrzysk azjatyckich w sztafecie na czas z Dżakarty. Trzykrotna mistrzyni Azji.

## Kariera sportowa
Na igrzyskach azjatyckich w Dżakarcie w 2018 roku zdobyła złoty medal w sztafecie we wspinaczce na czas, a indywidualnie wywalczyła srebrny.
W 2015 na mistrzostwach Azji wywalczył złoty medal w sztafecie we wspinaczce na czas, a indywidualnie zdobyła brązowy. W Teheranie w 2017 roku zdobyła dwa złote medale w sztafecie oraz indywidualnie we wspinaczce na czas.

## Osiągnięcia

### Igrzyska azjatyckie
| Konkurencje      | 2018 |
| Wsp. na czas     | 2    |
| Sztafeta na czas | 1    |

### Mistrzostwa Azji
| Konkurencje        | 2014 | 2015 | 2017 | 2018 |
| Bouldering         | —    | —    | —    | 38   |
| Prowadzenie        | —    | —    | —    | 37   |
| Wspinaczka na czas | 14   | 3    | 1    | 8    |
| Sztafeta na czas   | —    | 1    | 1    | —    |